# 上庄乡 (涞源县)
上庄乡，是中华人民共和国河北省保定市涞源县下辖的一个乡镇级行政单位。

## 行政区划
上庄乡下辖以下地区：
上庄村、黄郊村、狮子峪村、中庄村、清风沟村、南阳峪村、峨头村、万子沟村、下老芳村、上老芳村、毕家庄村、李家黄村、沙岭村、东泉头村、西泉头村、横山岭村、窑子沟村和衙庭村。